# Alexander Patch
Pour les articles homonymes, voir Patch.
Alexander McCarrell Patch, né le 23 novembre 1889 à Fort Huachuca et mort le 21 novembre 1945 à San Antonio, est un général de l'US Army lors de la Seconde Guerre mondiale. Il est principalement connu pour sa participation à la bataille de Guadalcanal dans le Pacifique puis au débarquement de Provence et aux campagnes qui suivirent jusqu'à la capitulation allemande.

## Biographie
Patch est né le 23 novembre 1889 à Fort Huachuca, un poste militaire dans l'Arizona. Son père est ancien officier de cavalerie qui dirige une société ferroviaire. Patch n'a jamais envisagé une carrière autre que l'armée, et est reçu à l'Académie militaire de West Point, dans l'État de New York, en 1909.
Durant la Première Guerre mondiale, Patch sert comme instructeur à l'école de l'armée des mitrailleuses puis combat en octobre 1918 lors des dernières offensives américaines. Alors qu'il est commandant des troupes sur la ligne de front en France, sa conduite au combat le fait remarquer de George C. Marshall alors officier dans l'état-major du général John Pershing.
Pendant l'entre-deux-guerres, Patch suit les formations supérieures destinées aux officiers, la Command and General Staff School en 1924 et le War College en 1931.
Pendant le renforcement des forces américaines avant que les États-Unis n'entrent dans la Seconde Guerre mondiale, Marshall est nommé chef d'état-major de l'armée des États-Unis. Il promeut Patch au grade de brigadier général et l'envoie à Fort Bragg, en Caroline du Nord, pour superviser la formation de nouveaux soldats.

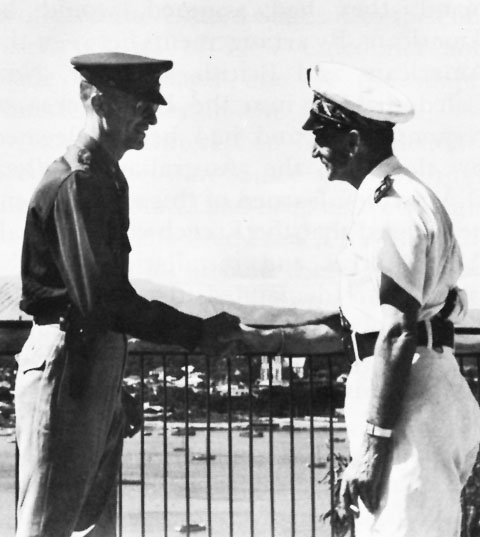
Alexander Patch avec Georges Thierry d'Argenlieu, à Nouméa (Nouvelle-Calédonie).

Patch est promu major-général le 10 mars 1942. Cette année-là, il est envoyé dans le Pacifique afin d'organiser le renforcement et la défense de la Nouvelle-Calédonie. Il prend le commandement de l'American New Caledonian Division.

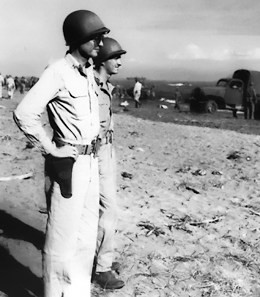
Le général Patch sur les plages de Guadalcanal le 8 décembre 1942.

Cette division se bat durant la bataille de Guadalcanal en octobre 1942, où elle soulage la division de Marines qui est sur place. En décembre 1942, Patch prend le commandement du Corps XIV, et est chargé de l'offensive à Guadalcanal. Sous sa direction, en février 1943, les Japonais sont chassés de l'île.
Impressionné par la performance de Patch à Guadalcanal, le général Marshall l'envoie sur le front en Europe, où il prend le commandement de la 7e Armée précédemment commandée par le général Mark Wayne Clark. Il débarque en Provence le 15 août 1944. Patch est promu au grade de lieutenant général le 18 août 1944, et conduit la 7e armée dans une offensive rapide jusqu'à la vallée du Rhône. Le 9 septembre 1944, près de Dijon, il fait la jonction avec l'armée du lieutenant-général George S. Patton qui avait débarqué sur les plages de Normandie. Patch connaît une tragédie personnelle lorsque son fils, le capitaine Alexander M. Patch III, est tué au combat le 22 octobre 1944, alors qu'il commandait une compagnie d'infanterie de la 79e division d'infanterie.
Au printemps 1945, le commandant suprême allié, le général Eisenhower, offre à Patch l'usage d'un B-25 Mitchell attitré, mais Patch refuse l'offre parce qu'il veut rester en contact avec ses subordonnés.
Patch échappe de peu à la mort, le 18 avril 1945, quand un chasseur allemand, un Messerschmitt Bf 109, attaque l'avion qui le conduisait de Kitzingen à Öhringen, en Allemagne. Patch coordonne les opérations au cours de la bataille de Nuremberg.
Patch conserve le commandement de la 7e armée jusqu'à la fin de la guerre en Europe en mai 1945, traversant le Rhin, attaquant la ligne Siegfried, puis se déplaçant vers le sud de l'Allemagne.
En août 1945, Patch retourne aux États-Unis pour prendre le commandement de la 4e armée mais il est rapidement hospitalisé pour des problèmes de reins. Il meurt d'une pneumonie le 21 novembre 1945 au Brooke General Hospital à Fort Sam Houston à San Antonio au Texas. Il est enterré au cimetière de West Point.
Le 19 juillet 1954, il est promu au grade de général (4 étoiles) à titre posthume.

## Hommages
- Patch Barracks, un casernement militaire à Stuttgart en Allemagne.
- Une place porte son nom à Lunéville, le square Patch.
- Un pont porte son nom à Épinal, le pont Patch, en souvenir du premier blindé à entrer dans la ville qui faisait partie de son armée.
- Une rue porte son nom à Docelles dans le département des Vosges.
- Une rue porte son nom à Forbach, l'Avenue du Général Patch.
- Un monument commémore "le débarquement des alliés en Provence, sous le commandement du Général Patch le 15 août 1944", en bas du boulevard qui porte son nom à Ramatuelle, dans le Var, vers la plage de Pampelonne.
- Une rue porte son nom à Nouméa (Nouvelle-Calédonie) , rue du Général Patch, au Faubourg Blanchot. ainsi qu'à Sélestat (dans le Bas-Rhin), Docelles et Xertigny (dans les Vosges)

## Médailles
| Bronze oak leaf cluster · Bronze oak leaf cluster |  |  |                           |  |
| Bronze star · Bronze star · Bronze star           |  |  | Bronze star · Bronze star |  |
| Bronze star · Bronze star · Bronze star           |  |  |                           |  |
|                                                   |  |  |                           |  |

| 1re colonne | Army Distinguished Service Medal avec deux feuilles de chêne en bronze | Army Distinguished Service Medal avec deux feuilles de chêne en bronze | Army Distinguished Service Medal avec deux feuilles de chêne en bronze | Army Distinguished Service Medal avec deux feuilles de chêne en bronze | Navy Distinguished Service Medal            | Navy Distinguished Service Medal            | Navy Distinguished Service Medal            | Navy Distinguished Service Medal            | Bronze Star                                      | Bronze Star                                      | Bronze Star                                      | Bronze Star                                      | Mexican Border Service Medal                        | Mexican Border Service Medal                        | Mexican Border Service Medal                        | Mexican Border Service Medal                        |
| 2e colonne  | World War I Victory Medal (États-Unis) with three battle clasps        | World War I Victory Medal (États-Unis) with three battle clasps        | World War I Victory Medal (États-Unis) with three battle clasps        | World War I Victory Medal (États-Unis) with three battle clasps        | American Defense Service Medal              | American Defense Service Medal              | American Defense Service Medal              | American Defense Service Medal              | American Campaign Medal                          | American Campaign Medal                          | American Campaign Medal                          | American Campaign Medal                          | Asiatic-Pacific Campaign Medal w/ two service stars | Asiatic-Pacific Campaign Medal w/ two service stars | Asiatic-Pacific Campaign Medal w/ two service stars | Asiatic-Pacific Campaign Medal w/ two service stars |
| 3e colonne  | European-African-Middle Eastern Campaign Medal w/ three service stars  | European-African-Middle Eastern Campaign Medal w/ three service stars  | European-African-Middle Eastern Campaign Medal w/ three service stars  | European-African-Middle Eastern Campaign Medal w/ three service stars  | World War II Victory Medal                  | World War II Victory Medal                  | World War II Victory Medal                  | World War II Victory Medal                  | Companion of the Order of the Bath (Royaume-Uni) | Companion of the Order of the Bath (Royaume-Uni) | Companion of the Order of the Bath (Royaume-Uni) | Companion of the Order of the Bath (Royaume-Uni) | Commandeur de la Légion d'honneur (France)          | Commandeur de la Légion d'honneur (France)          | Commandeur de la Légion d'honneur (France)          | Commandeur de la Légion d'honneur (France)          |
| 4e colonne  | Croix de guerre avec palme (France)                                    | Croix de guerre avec palme (France)                                    | Croix de guerre avec palme (France)                                    | Croix de guerre avec palme (France)                                    | Ordre de Léopold II, Grand Croix (Belgique) | Ordre de Léopold II, Grand Croix (Belgique) | Ordre de Léopold II, Grand Croix (Belgique) | Ordre de Léopold II, Grand Croix (Belgique) | Croix de guerre avec palme (Belgique)            | Croix de guerre avec palme (Belgique)            | Croix de guerre avec palme (Belgique)            | Croix de guerre avec palme (Belgique)            | Ordre de Abdon Calderón (Équateur)                  | Ordre de Abdon Calderón (Équateur)                  | Ordre de Abdon Calderón (Équateur)                  | Ordre de Abdon Calderón (Équateur)                  |